# Nowa Odessa
Nowa Odessa (ukr. Нова Одеса) – miasto na Ukrainie w obwodzie mikołajowskim, na lewym brzegu rzeki Boh. Siedziba władz rejonu nowoodeskiego. Ośrodek przemysłu spożywczego.

## Historia
Założona w 1776 roku jako Fedorowka (ros. Фёдоровка).
W 1832 roku zmiana nazwy na obecną.
Podczas okupacji hitlerowskiej, we wrześniu 1941 roku Niemcy utworzyli getto dla żydowskich mieszkańców. Przebywało w nim około 250 osób (w tym Żydzi z Besarbii). W październiku 1941 roku Niemcy zlikwidowali getto, a Żydów zamordowali. Sprawcami zbrodni było Sonderkommando 10b. 
Miasto od 1976 roku.

## Demografia
W 1959 liczyła 6484 mieszkańców.
W 1989 liczyła 14 883 mieszkańców.
W 2013 liczyła 12 298 mieszkańców.